# ICCVS
国際脳血管外科学会（こくさいのうけっかんげかがっかい、International Conference on Cerebrovascular Surgery、略称：ICCVS）は、国内外の著名な脳神経外科医により組織され、世界各地で3年毎に開催されている学会だが必ずしも3年ごととは限らない。事務局は東北大学　脳神経外科であるが代行で第9回会長佐野公俊が行っている。

## 概要
当初は国際頭蓋内動脈瘤研究会（IWIA）として組織され、第1回1986年を東京、第2回1989年名古屋で開催し、当時の重要な学術課題であった破裂脳動脈瘤・くも膜下出血の治療に重点を置いた。第3回から脳血管外科全般を対象とし国際脳血管外科研究会（IWCVS）として開催され、第8回、台北で国際脳血管外科会議（ICCVS)として開催されている。2009年に名古屋市で第9回が会長の佐野公俊教授（藤田保健衛生大学医学部脳神経外科）により開催された。その後の詳細は、 https://iccvs.jp

## 学術集会の開催
IWIAとして、第1回は東京都（会長：菊池晴彦教授・京都大学医学部脳神経外科学）、第2回は1989年に名古屋市（会長：杉田虔一郎教授・名古屋大学医学部脳神経外科学）で開催された。IWCVSとしては、第3回は1992年に東京都（会長：高倉公朋教授・東京大学医学部脳神経外科）、第4回は1995年にシカゴ（会長：Ausmann教授・シカゴ大学医学部脳神経外科）、第5回は1997年に福岡市（会長：福井仁士教授・九州大学医学部脳神経外科）、第6回は2000年にソウル、第7回は京都第7回2002年京都（会長　児玉南海雄）、第8回2006年に台北[会長Yong-Kwang Tu)でconferenceと変更になりICCVSとした。2009年に第9回ICCVSとして名古屋市（会長：佐野公俊教授・藤田保健衛生大学医学部脳神経外科。第10回は中国（Ling Feng)。第11回はインドネシア（Eka Julianta Wahjoeparamono)、第12回、インド ムンバイ（会長 BK Misra)。第13回、名古屋(会長　加藤庸子）。第14回、チェコプラハ (会長 Vladmir)。2021年には第15回Phoenix, USA開催予定である。2022年は成都で開催予定である。参考：https://iccvs.jp